# Маденієт (Сандиктауський район)
Маденіє́т (каз. Мәдениет) — село у складі Сандиктауського району Акмолинської області Казахстану. Адміністративний центр та єдиний населений пункт Маденієтського сільського округу.
Населення — 499 осіб (2021; 550 у 2009, 877 у 1999, 1097 у 1989).
Національний склад станом на 1989 рік:
- казахи — 57 %;
- росіяни — 23 %.

У радянські часи село називалося також Маданіят.